# Gwara lasowska
Gwara lasowska, gwara lasowiacka – regionalna gwara używana w centralnej części Kotliny Sandomierskiej, należąca do dialektu małopolskiego, ale charakteryzująca się również naleciałościami z innych dialektów. Posługuje się nią grupa etnograficzna Lasowiaków. Najwcześniejsze wiadomości o tej gwarze pochodzą z roku 1880. Występowała między Wisłą, Sanem, Wisłokiem i Wisłoką.

## Zasięg i podział
Zasadniczo będąc jedną z gwar małopolskich, wykazuje szereg cech przejściowych, wywodzących się głównie z dialektu mazowieckiego. Dokładny zasięg występowania gwary lasowiackiej jest ujmowany odmiennie przez różnych autorów. Istnieją ponadto dość szerokie strefy przejściowe z gwarami sąsiednich grup etnograficznych.
W ujęciu Franciszka Kotuli obszar zamieszkiwany przez Lasowiaków na zachodzie zbliża się do dolin Wisłoki i Wisły (przy czym same te doliny należą do odrębnych regionów), na wschodzie sięgając prawie Janowa Lubelskiego i Biłgoraja. Na południu graniczy z regionem ropczyckim, rzeszowskim i pogranicznym. Jan Stanisław Bystroń dzielił tę grupę na Lasowiaków zamieszkujących widły Wisły i Sanu oraz Borowiaków żyjących po prawej stronie Sanu. Wiązał tę grupę z Sandomierzanami, podkreślając jednocześnie ich odrębność wynikającą z mieszanego pochodzenia i leśnego charakteru osadnictwa. Janina Wójtowicz opisując gwarę lasowiacką ogranicza ją na wschodzie mniej więcej do dawnej granicy województw sandomierskiego, lubelskiego i ruskiego, poza pograniczem z Lubelszczyzną zasięg ten rozszerza aż pod sam Wisłok, włączając wydzielane przez Kotulę regiony taki jak: Ropczyckie, Mieleckie i region, który zajmują Nadwiślanie. 
Wójtowicz wydziela cztery główne obszary gwarowe: wschodni (między Sanem a Wisłokiem), środkowy (kompleks puszczy), północny (między Wisłą a Sanem) z trzema mniejszymi ugrupowaniami (nadsańskim, nadwiślańskim i grębowskim), zachodni (nad Wisłoką).
W niektórych ogólnych opracowaniach dialektologicznych, obszar zajmowany przez użytkowników gwary lasowiackiej leży na pograniczu różnych regionów. Kazimierz Nitsch granicę między Małopolską środkowo-północną a wschodnią pierwotną prowadzi przez środek północnej Rzeszowszczyzny, dzieląc obszar lasowiacki mniej więcej po połowie. Podobnie granicę prowadzi Stanisław Urbańczyk. W ramach Małopolski środkowej wymieniona jest gwara lasowska, ale jej obszar obejmuje jedynie zachodnią część obszaru lasowiackiego wyróżnianego w opracowaniach poświęconych jej szczegółowo (np. przez Kotulę czy Wójtowicz). Również obszar wydzielany jako gwara lasowska (wchodząca w skład dialektu środkowomałopolskiego) w opracowaniu Eugeniusza Pawłowskiego jest mniejszy niż u innych dialektologów. Obszar wyznaczany przez Kotulę lub Wójtowicz w jego podziale poza tym nachodzi na obszar grupy sandomierskiej dialektu środkowomałopolskiego (od północy, zachodu i południa), jasielsko-rzeszowskiej oraz zachodniolubelskiej dialektu wschodniomałopolskiego starszego (od południowego i północnego wschodu, ), a także na pogranicze dialektów pogranicza wschodniego (poddialektu południowo-wschodniego i północno-wschodniego, czyli wschodniolubelskiego).

## Cechy
- Mazurzenie na całym obszarze z wyjątkiem krańców wschodnich[1] (typowe zarówno dla gwar dialektu małopolskiego, jak i mazowieckiego) (np. wiadereczko → wiaderecko, nieboszczyk → nieboscyk, koszula → kosula)[5].
- Ubezdźwięcznianie międzywyrazowe jak w dialekcie mazowieckim (i języku ogólnopolskim) na północy regionu (np. bez mankietów → bes mankietuf) i udźwięcznianie międzywyrazowe jak w dialekcie małopolskim i wielkopolskim na południu regionu[1] (np. sok malinowy → sog malinowy). Przez region lasowiacki przebiega z północnego zachodu na południowy wschód izoglosa oddzielająca te dwa procesy fonetyczne. Przyjmuje się, że pierwotne tu małopolskie udźwięcznianie jest wypierane przez mazowieckie (i lubelskie) ubezdźwięcznianie, przesuwając się ku południowi wzdłuż Wisły i Sanu. Oba te przeciwne zjawiska mogą współwystępować jednocześnie, gdyż dla gwary lasowiackiej typowe jest udźwięcznianie nie tylko na granicy wyrazów, ale również na granicy morfemów form czasu przeszłego (np. przyniosłeś → przynióześ [pʃɨɲuzεɕ])[6].
- Zanik samogłosek nosowych, częściowo typowa dla współczesnego języka polskiego ich asynchroniczna wymowa (np. sąsiadka → sołsiadka), częściowo całkowita denazalizacja – zwłaszcza w sąsiedztwie regionu kielecko-sandomierskiego (np. książka → ksióska, piękny → piekny)[1][7]. Zanik ten może się różnie realizować w zależności od formy gramatycznej (np. na siódmą → na siódmo, z żoną → z zonom)[1].
- Zmiana barwy nazalizowanych samogłosek, czasem połączona z całkowitą denazalizacją  (np. pięknie → piaŋknie, święty → świnty, klękać → klykać, mama → mema, gorąc → gorunc)[1][7]. Przejście "eN" w "aN" typowe zwłaszcza dla centralnego obszaru, wiążąca się z zanikiem zmiękczających właściwości "e" (np. bokiem → bokam)[1].
- Zamiana spółgłosek półotwartych, zwłaszcza nosowych i znazalizowanych (np. wzięła → wziena, tańcowała → tejcowała, ogień → łogiej)[1].
- Wyrównanie koniugacyjne sprawiające wrażenie braku przegłosu polskiego (np. plótł → plit, niosę → niese)[7].
- Przejście dawnego długiego "a" w dźwięk pośredni między "o" a "a" (cecha typowa dla Małopolski, ale również północnego Mazowsza)[8].
- Przejście dawnego długiego "o" w dźwięk pośredni i labializujący (np. kot → kłot)[1] lub nielabializujący, pośredni między "o" a "u" (cecha typowa dla południowej Małopolski, ale również północnego Mazowsza)[9].
- Przejście dawnego długiego "e" w dźwięk pośredni między "e" a "i" lub "y" albo całkowicie w "i" lub "y"[10].
- Zachowanie zębowego "ł" we wschodniej i północnej części obszaru[1].
- Prelabializacja nagłosowego "o" (np. osiem → łosiem)[1].
- Prejotacja nagłosowego "e" i "a" (np. Antek → Jentek)[7].
- Przejście "kr" w "chr" na zachodzie obszaru[1].
- Twarde "l" przed "i" (cecha mazowiecko-lubelska), zwłaszcza na północy obszaru i zmiękczone "l" przed "e", a we wschodniej części też przed innymi samogłoskami (np. tablica → tablyca, wesele → wesel'e)[1].
- Wymowa zbitek /t-sz/, /d-ż/ jako "cz", "dż" (np. trzeba → czeba, drzewo → dżewo), cecha typowa dla dialektu małopolskiego, południowokresowego i wielkopolskiego[11].
- Końcówka -my w narzędniku liczby mnogiej rzeczowników (cecha mazowiecka) (np. babami → babamy)[1].
- Końcówka -wa w osobie 1. liczby mnogiej i -ta w osobie 2. liczby mnogiej[1].
- Częsty brak form męskoosobowych (np. ci dobrzy chłopi robili → te dobre chłopy robiły), typowy dla gwar pomiędzy centralną Małopolską a centralnym Mazowszem[12].
- Dwojenie, czyli stosowanie pluralis maiestatis wobec osób starszych (np. Babciu, zjedliście już?, Mamusia nagotowali klusek)[1].
- Brak związku rządu w złożeniach liczebnika z rzeczownikiem (np. siedym kilometry)[1].
- Częstsze niż w ogólnej polszczyźnie użycie końcówki -ów (np. nauczycieli → nauczycielów, flaszek → flaszków)[1].
- występowanie dźwięcznego h[5]
- Różne regionalizmy leksykalne (np. smoczek → cumelek, szafka nocna → nakastlik, kasza manna → grysik)[13][14].

Obszar gwary lasowiackiej leży na wielu izoglosach, co sprawia, że wiele cech charakterystycznych dla jednego obszaru może nie występować nawet na obszarach sąsiednich i trudno podać cechy, które byłyby typowe dla całej gwary. Pewne cechy mogą się mieszać, np. jedni mogą używać końcówki -ta, podczas gdy inni -cie. Czasem cechy podawane przez jednych badaczy nie są rejestrowane przez innych.

## Pochodzenie
Gwarą tą posługiwali się Lasowiacy, grupa etnograficzna o mieszanym pochodzeniu, według niektórych źródeł głównie mazowieckim. O mazurskim, tj. mazowieckim pochodzeniu osadników mają świadczyć toponimy takie, jak Mazury. Wśród osadników z wieków XVI–XVII byli również jeńcy wojenni. Tradycja lokalna wiąże przezwisko "Tatary" nadawane mieszkańcom Sokołowa Małopolskiego z osadnictwem tatarskim, z którym mają wiązać się również toponimy Majdan Królewski czy Medynia. Na kształtowanie się etnografii regionu wpływ miała również niemiecka kolonizacja józefińska, napływ sąsiedniej ludności z centralnej i zachodniej Małopolski, ale również innych regionów Polski, jak i ze wschodu. Z kolei z mieszkańców Puszczy Sandomierskiej wywodzić się mają osadzeni w XIX w. Puszczy Radomskiej Posaniacy.